# 雪人FROSTY
《雪人FROSTY》改編自美國音乐人沃尔特·E·“杰克”·罗林斯及史蒂夫·尼尔森的同名歌曲，由Rankin/Bass动画娱乐制作，於1969年12月7日在CBS電視網上作為圣诞特别节目播出。

## 主要角色
雪人FROSTY (Frosty the Snowman)
配音：杰基·弗农
友善的雪人。
卡伦 (Karen)
配音：瓊·福雷（首次播出; 也为学校的老师及孩子们配音）
 苏珊·戴维森 (后续播出)
8歲。波蘭人和越南人的一半。出生日期：2001年12月7日。诚实的小女孩，梳着金发马尾辫。

## 劇情
平安夜，在一所校舍里，无能的魔术师Hinkle教授在圣诞派对上表演了他的把戏，但没有成功。被解雇后，孩子们到外面在雪地里玩耍，堆了一个他们命名为“Frosty”的雪人。Hinkle教授追赶他的兔子魔法，它带着帽子潜逃了。这顶帽子又被风吹掉了，兔子被卡伦抓住了。卡伦是一个学生，他把帽子戴在Frosty的头上，Frosty被赋予了生命。将此视为致富的机会，Hinkle在帽子被吹掉时收回了帽子，并驳斥了孩子们对Frosty有生命的信念。后来，魔法用圣诞花环换了帽子，并把帽子带回给孩子们。他们用帽子再次复活了Frosty，雪人立即对他新发现的生活感到惊讶。
然而，气温开始上升，Frosty担心除非他能到达北极，否则他会融化。孩子们建议让他坐火车去那里，他们在去火车站的路上在镇上游行，震惊了几名镇民，包括交通警察。由于他们没有钱买票，魔法、Frosty和卡伦秘密登上了一辆装满冰淇淋和圣诞蛋糕的北行货运列车的冷藏车，而Hinkle教授则跟着他们试图取回帽子。
随着火车继续向北行驶，卡伦开始结冰，Frosty意识到小孩子无法承受极度寒冷的温度。当火车停下来让客运列车通过时，这群人下船寻找温暖卡伦的地方，Hinkle紧随其后。到了夜幕降临，Frosty和魔法努力带昏迷的卡伦穿过森林。魔法要求森林动物为卡伦生篝火，他们成功做到了。由于担心火势不够好，Frosty决定寻找圣诞老人，他们认为圣诞老人可以拯救卡伦并将他带到北极。当魔法寻找圣诞老人时，Hinkle教授来了，扑灭了卡伦的火。卡伦和Frosty逃跑了，到达了一个温室，Frosty把卡伦带进去热身，只是Hinkle到达并把他们锁在里面。
当魔法和圣诞老人到达温室时，Frosty已经融化了。圣诞老人安慰心碎的卡伦，解释说Frosty是由圣诞雪制成的，每年冬天都会回来。然后他打开门，冬天的风让Frosty恢复了活力。当他们准备把帽子戴在他的头上时，Hinkle要求把他的帽子拿回来。圣诞老人进行了干预，并威胁说，如果他收回帽子，就再也不给他带圣诞礼物了。在Hinkle离开去写他的道歉后，圣诞老人再次让Frosty复活，并把卡伦送回家。接下来，圣诞老人将把Frosty带到北极去，还对卡伦许下承诺：每年Frosty都会随着神奇的圣诞雪回来。
随着字幕的滚动，Frosty与孩子们、魔法、叙述者（吉米·杜兰特）、交通警察和镇上的其他人（包括Hinkle教授）一起游行，戴着他的新帽子。游行结束时，Frosty登上了圣诞老人的雪橇，他们飞到了北极，Frosty改变了歌曲的最后一行，说：“我会在圣诞节回来！”